# Heribert Niederschlag
Heribert Niederschlag (ur. 1944 w Ottfingen koło Wenden w Sauerlandzie (obecna Nadrenia Północna-Westfalia)) – niemiecki ksiądz pallotyn, teolog moralista.

## Życie
Heribert Niederschlag wstąpił do pallotynów i otrzymał w 1970 święcenia kapłańskie. Po zakończeniu studiów teologicznych, promowano go na doktora teologii w Uniwersytecie Julius-Maximilians w Würzburgu. Tematem jego pracy były ruchy Life-and-Work.
W 1987 został wybrany kierownikiem katedry teologii moralnej na Wyższej Szkole Filozoficzno-Teologicznej w Vallendarze. Od 2000 jest dodatkowo kierownikiem wydziału „stanowisk kierowniczych w instytucjach kościelnych” z naciskiem na etykę lekarską i etykę na stanowiskach kierowniczych. Niederschlag jest też rektorem wspomnianej Wyższej Szkoły Filozoficzno-Teologicznej, którą kierują pallotyni.
Jest postulatorem w procesie beatyfikacyjnym siostry Marii Julity Ritz (1882 - 1966). Oprócz tego jest biografem ks. Franza Reinischa.
Niederschlag od 1972 jest członkiem katolickiego związku studentów KDStV Franco-Ratia w Würzburgu.

## Dzieła
- "Für alle. Die Life-and-Work-Bewegung zur Begründung christlicher Weltverantwortung". Lang Frankfurt/Bern 1982, ISBN 3-8204-5714-3
- "Lebensraum Kirche: Impulse zur Erneuerung". Lahn-Verlag, Limburg 1987, ISBN 3-7840-2012-7
- "Prophetischer Protest. Der Entscheidungsweg von P. Franz Reinisch". Patris-Verlag, Vallendar-Schönstatt 2003, ISBN 3-87620-252-3